# FC 서울 마스코트
FC 서울의 마스코트에 관한 문서이다.

## 황소 (1983–1990)
1983년 12월 22일 럭키금성 축구단 창단식에서 구단 마스코트를 '황소'로 결정한다고 발표하였다. 1990년까지 사용하였다.
황소는 우리 민족이 늘 가까이해온 부지런하고 온순한 동물로, 유사시에는 저돌적이며 지칠 줄 모르는 투지를 발휘하는 이미지가 당시 모기업인 럭키금성그룹의 성격에 가장 적합한 동물로 판단되어
결정되었으며, 기업 이미지와도 잘 어울린다는 평가를 받았다.

## 치타 (1991–2003)
1991년 LG 치타스 시절부터 사용된 치타 마스코트는 1988년 서울 올림픽 마스코트인 호돌이를 디자인했던 김현 디자이너의 작품으로 2대 구단주였던 LG그룹 구본무 회장이 직접 마스코트 제작을 일일이 검토했다는 일화가 남아 있다.

## 씨드 (2004–현재)
씨드(영어: SSID)는 FC 서울의 마스코트이다. 명칭 SSID는 Seoul & Sun In Dream의 약자이며 생년월일은 2004년 4월 3일이고, 탄생지는 대한민국 서울월드컵경기장이다.
FC 서울의 홈 경기 때마다 경기장에 나와 경기 중 익살스러운 행동과 적극적인 응원 유도로 많은 인기를 끌고 있다. 2009년까지 길게 찢어진 눈매를 가지고 있었으나 2010년부터 커다란 눈을 갖게 되었다.
그 후 한번 더 성형을 거쳐 2018년부터 현재의 얼굴을 가지게 되었다.
FC 서울 홈페이지 기준으로는 2019년까지 구형 캐릭터 디자인이 업로드 되어있었고 2020년에 신형 캐릭터 디자인이 업로드 되었다.
또한 프로야구 넥센 히어로즈의 마스코트 턱돌이로 유명한 길윤호를 영입하고 씨드 캐릭터로 분장시켜 활동시켰다.

## 서울이 (2018–현재)
2018 시즌부터 새로운 마스코트로 서울이가 합류하였다.